# Megupsilon aporus
Megupsilon aporus é uma espécie de peixe da família Cyprinodontidae.
Foi endémica da México.